# محمد بن ناجية الكاتب
وهو وإن لم يعد من كبار المهندسين، فقد كانت له مشاركة في الهندسة، وصنف في ذلك كتاب المساحة وقد ذكره القفطي.